# Scottish Hockey Union
Die Scottish Hockey Union (SHU) ist der nationale Hockeyverband in Schottland. Sie ist Mitglied des Welthockeyverbandes FIH und des Europäischen Hockeyverbandes. England und Wales besitzen eigene Verbände, Nordirland bildet mit der Republik Irland einen gemeinsamen Verband.

## Organisation
Die Scottish Hockey Union organisiert Hockey für Damen und Herren in Schottland. Es werden eine Vielzahl von Wettbewerben für Erwachsene und Jugendliche ausgerichtet, sowohl im Feld als auch in der Halle.
Die schottischen Nationalmannschaften nehmen am internationalen Spielbetrieb der EHF und der FIH teil:  
- Schottische Hockeynationalmannschaft der Herren
- Schottische Hockeynationalmannschaft der Damen

## Geschichte
Der Verband entstand 1989 aus dem Zusammenschluss der vorher getrennten Verbände für Damen und Herren, der Scottish Women’s Hockey Association (SWHA) und der Scottish Hockey Association (SHA). Beide Verbände wurden schon 1900 gegründet. Die ersten Länderspiele fanden 1902 zwischen den vier britischen Verbänden (England, Schottland, Wales und Irland) statt und diese Verbände bestritten 1908 zusammen mit Deutschland und Frankreich das erste olympische Hockeyturnier.
Die SHA lehnte, wie die anderen drei britischen Verbände, einen Beitritt zu der 1924 gegründeten FIH ab. Der Damenverband SWHA gehörte 1927 zu den Gründungsmitgliedern des Weltverbandes für Damen IFWHA (International Federation of Women's Hockey Associations). Der Herrenverband gehörte 1969 zu den Gründungsmitgliedern der European Hockey Federation und schloss sich 1970 der FIH an. 1982 fusionierten FIH und IFWHA, und 1989 schließlich auch SHA und SWHA.